# Памятник Алексею Толстому
Памятник писателю Алексею Николаевичу Толстому — скульптурный монумент в Москве. Находится на пересечении Большой и Малой Никитской улицы. Авторы монумента — скульптор Г. И. Мотовилов и архитектор Л. М. Поляков. Объект культурного наследия России федерального значения.

## История
Бронзовую скульптуру писателя А. Н. Толстого скульптор Г. И. Мотовилов выполнил за несколько лет до установки памятника. Первоначально её установили на деревянном пьедестале в ЦПКиО им. Горького. После проверки оказалось, что постамент, разработанный архитектором Л. М. Поляковым, слишком высок, и его пришлось понизить.
Было принято решение об установке памятника напротив храма Большое Вознесения в сквере, на месте которого ранее располагалась колокольня XVII века (разрушена в 1937 году).
Место для памятника выбрано не случайно: поблизости, в доме 2/6 по улице Спиридоновка писатель провёл последние годы своей жизни — с 1941 по 1945 год (в 1987 году здесь был открыт
Мемориальный музей-квартира А. Н. Толстого).
Торжественное открытие монумента состоялось 3 июля 1957 года — через 12 лет после смерти писателя.
Проект памятника был совместно разработан скульптором Георгием Ивановичем Мотовиловым и архитектором Леонидом Михайловичем Поляковым.
Скульптурная композиция в две натуральные величины выполнена из бронзы, для постамента использован чёрный лабрадор с полированной поверхностью. На постаменте нет эпитафий, только лаконичная позолоченная надпись с фамилией, именем, отчеством и годами жизни писателя. Алексей Николаевич увековечен в довольно традиционном для писателя образе — задумчиво сидящим в кресле с блокнотом и карандашом в руках.
Данная работа скульптора вызвала неоднозначные отзывы. Например, памятник, «где сидит в кресле такой барственный господин, настоящий „красный граф“», не нравился последней супруге писателя Людмиле Ильиничне Крестинской-Толстой.
У некоторых критиков вызвали нарекания вальяжность выбранной позы (писатель сидит, закинув ногу на ногу), небрежность в одежде, причёске и т. п. Однако, по мнению других, именно эти детали точно отражают образ творческого человека, и предают памятнику «при всей внешней стандартности композиции, своеобразие и особую характерность».
В 2000 году по заказу Главного управление охраны памятников г. Москвы была проведена реставрация памятника А. Н. Толстого.